# Osiedle Przemysława

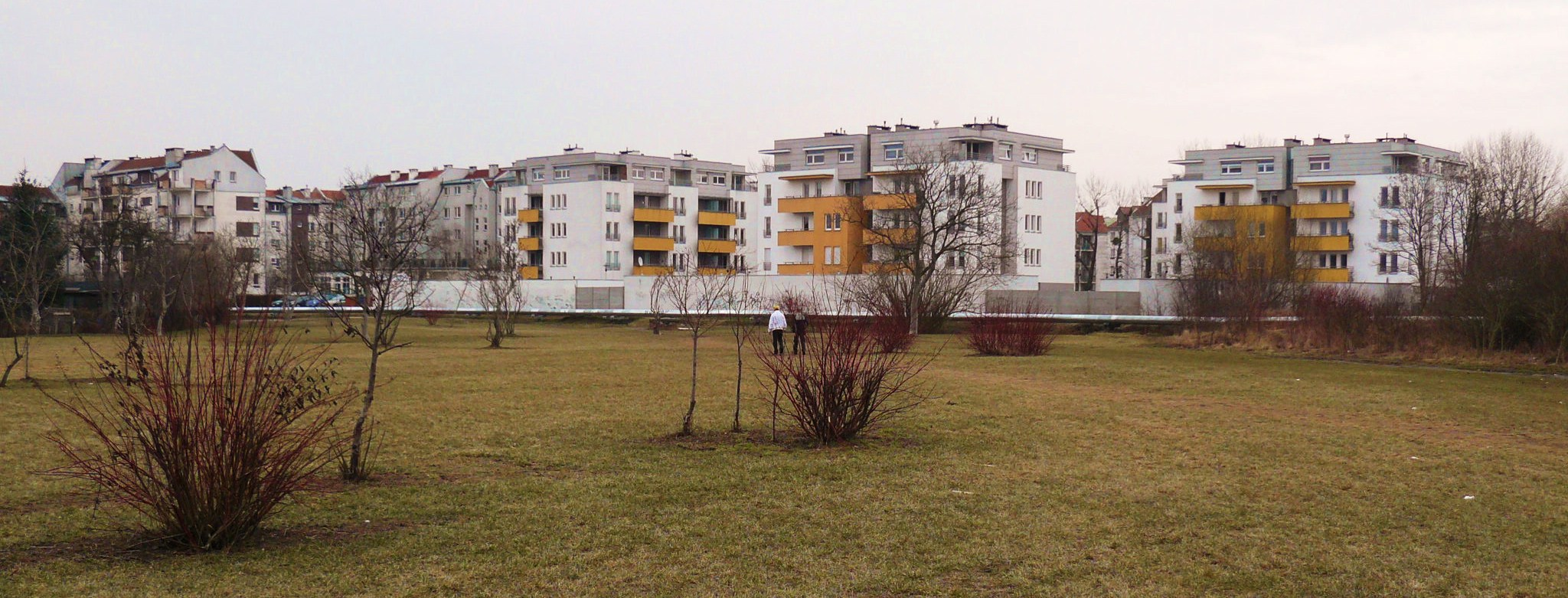
Osiedle od południowego zachodu

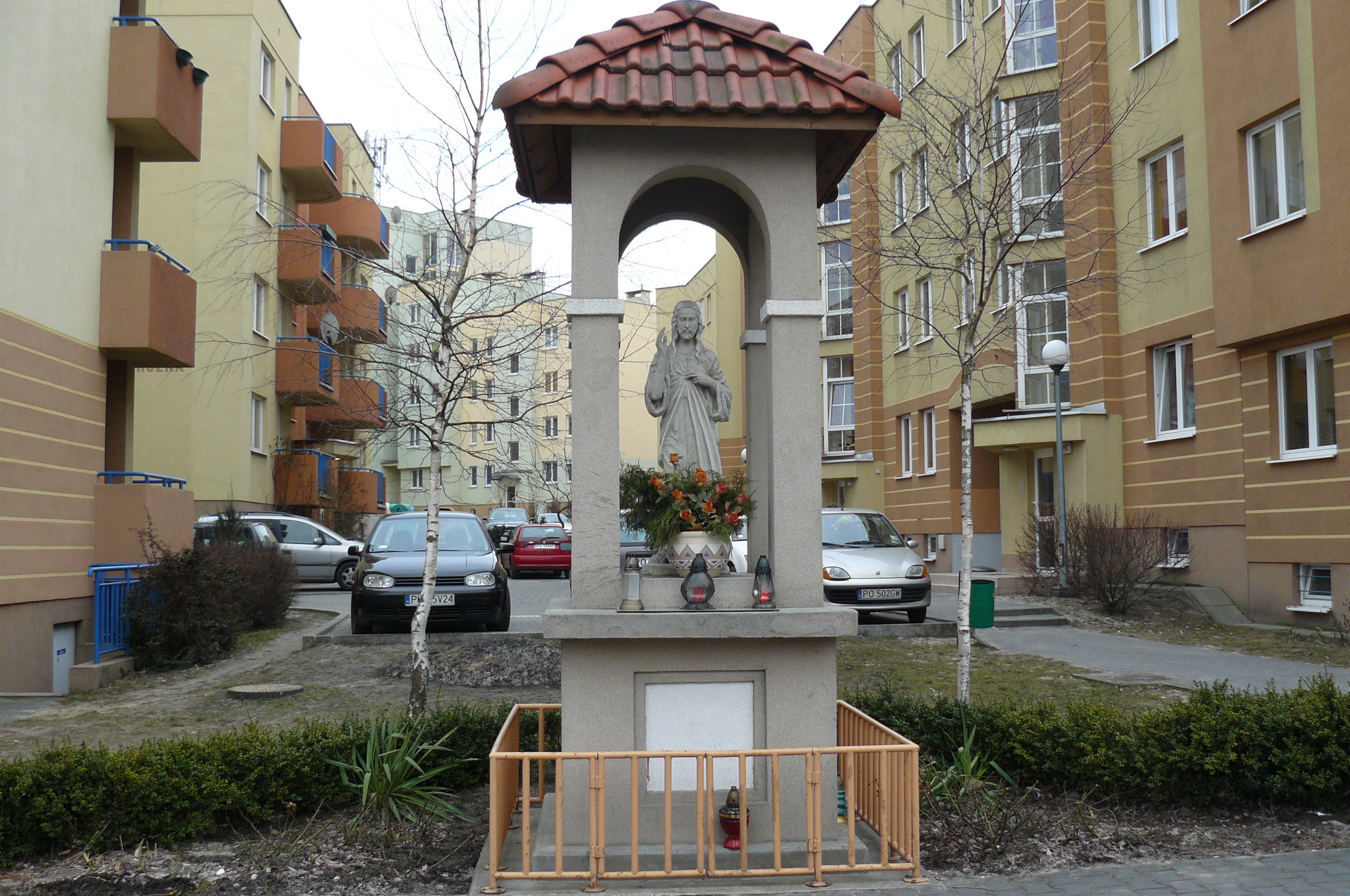
Kapliczka przy ul. Folwarcznej

Osiedle Przemysława – osiedle mieszkaniowe zlokalizowane w Poznaniu, w osiedlu Antoninek-Zieliniec-Kobylepole pomiędzy Chartowem (Osiedle Rusa) i Osiedlem Zodiak na zachodzie oraz Kobylepolem na wschodzie. Budynki osiedla rozciągają się wzdłuż ulicy Folwarcznej i (częściowo) Żelaznej.

## Historia i struktura
Osiedle zostało wzniesione w latach 1988–1995 przez powstałą 20 listopada 1987 Spółdzielnię Mieszkaniową „Zrzeszeni”. Osiedle zlokalizowano częściowo (na północy) w otoczeniu lasów okalających Jezioro Maltańskie, w pobliżu dawnej stacji Poznań Kobylepole Wąskotorowy, należącej do Średzkiej Kolei Dojazdowej, gdzie łączyły się linie wąskotorowa i normalnotorowa, należące do tej kolei.
Osiedle w pierwszej fazie zajęło około 4,2 ha i składało się z dwudziestu bloków. W 2001 dokupiono dalsze tereny (1,4 ha) i rozbudowano jednostkę o kolejne domy wielorodzinne. Oprócz tego na terenie dzielnicy funkcjonuje niewielka liczba punktów handlowych i poczta.

## Sąsiedztwo i komunikacja
Na południe od Osiedla znajduje się poznański browar Kompanii Piwowarskiej i Szpital Miejski, na północ staw Olszak. Dojazd zapewniają autobusy linii 152, 157, 166, 425 i 222 (przystanki Żelazna i Os. Przemysława). Wschodnim skrajem przebiega bocznica kolejowa (towarowa) do browaru. Przy osiedlu przebiega skanalizowana Chartynia.

## Toponimia
Nazwę Osiedle Przemysława nadano w 1990 r.
Nazwa osiedla jest zniekształconą formą imienia Przemysła II, króla Polski, urodzonego i związanego z Poznaniem. Rada Miasta Poznania w 1998 stwierdziła w przypadku podobnego określenia (Góra Przemysława), że ta forma imienia w niczym nie upamiętnia postaci książąt zasłużonych dla Poznania.